# Munkafolyamat

Kriogén elektronmikroszkópos munkafolyamat

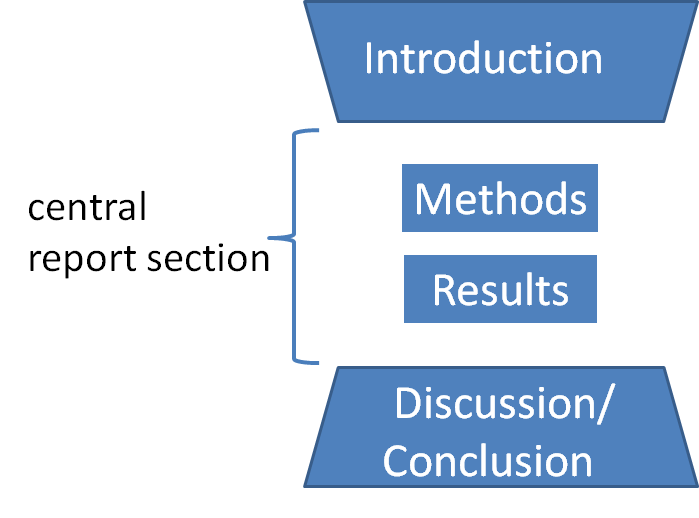
IMRAD modell kutatási cikkek fejlesztéséhez

A munkafolyamat az összehangolt és megismételhető tevékenységi minták általános leírása, amelyet az erőforrások szisztematikus, anyagokat átalakító, szolgáltatásokat nyújtó vagy információkat feldolgozó folyamatokba történő szervezésével válik lehetővé. Ez megjeleníthető műveletek sorozataként, egy egyén vagy csoport tevékenységeként, egy szervezeti egység munkafolyamataként, illetve egy vagy több egyszerű vagy összetett mechanizmus működéseként is.
Absztraktabb vagy magasabb szintű nézőpontból a munkafolyamat a valódi munka szemléletének vagy reprezentációjának tekinthető.  A leírt folyamat utalhat egy dokumentumra, szolgáltatásra vagy termékre, amely lépésről lépésre halad tovább a munkafolyamat során.
A munkafolyamatok egy alapvető építőelemnek tekinthetők, amelyet a szervezet struktúrájának más részeivel, például az információs technológiával, a csapatokkal, a projektekkel és a hierarchiákkal kombinálni kell.
A munkafolyamat fogalmának kialakulása lazán meghatározott, egymást átfedő korszakok során ment végbe.

## A gyártás kezdetei
A munkafolyamatok modern története Frederick Taylorig  és Henry Ganttig nevéhez kötődik, bár a „munkafolyamat” kifejezést életük során nem használták ilyen formában.  A „munkafolyamat” kifejezés egyik legkorábbi ismert előfordulása egy 1921-ben megjelent vasútmérnöki folyóiratban található.
Taylor és Gantt kezdték el a munka tudatos és racionális megszervezésének vizsgálatát, elsősorban a gyártási folyamatok kontextusában. Ebből fakadtak az idő- és mozgástanulmányok. A kapcsolódó fogalmak közé tartoznak a munkaboltok és a sorban állási rendszerek ( Markov-láncok ).
Az 1948-ban megjelent Cheaper by the Dozen című könyv a formálódó fogalmakat a családi élet kontextusába helyezte.

## Érés és növekedés
Az írógép és a fénymásoló feltalálása hozzájárult a munka racionális megszervezésének vizsgálatához, amely így a gyártóműhelyektől az irodai környezetig terjedt. A fizikai információáramlás kezelésére szolgáló iktatórendszerek és más kifinomult rendszerek fejlődtek ki. Valószínűleg több esemény is hozzájárult a formalizált információs munkafolyamatok kialakulásához. Először is az optimalizálási elmélet területe érlelődött és fejlesztett ki matematikai optimalizálási technikákat. Leonyid Kantorovics szovjet matematikus és közgazdász például 1939-ben kidolgozta a lineáris programozás alapjait egy rétegelt lemezgyártó gyártásoptimalizálási problémáinak megoldására tett erőfeszítések révén. Másodszor, a második világháború és az Apollo-program a munka racionális megszervezésére vonatkozó követeléseikkel hajtották előre a folyamatok fejlesztését.

## Minőségi korszak
A háború utáni korszakban W. Edwards Deming és Joseph M. Juran munkássága a minőségre helyezte a hangsúlyt, először a japán vállalatoknál, majd az 1980-as évektől globálisan is: a teljes minőségirányítástól a Six Sigma-ig, majd az üzleti folyamatok újratervezésének minőségibb fogalmaiig különféle mozgalmak bontakoztak ki. Ez több erőfeszítést eredményezett a munkafolyamatok javítására a tudásgazdaság ágazataiban és a gyártásban egyaránt. A munkafolyamatokkal szemben támasztott változó igények akkor váltak nyilvánvalóvá, amikor figyelembe vették a kritikus útvonalak és a szűk keresztmetszetek kihasználásának elméletét. 

## Munkafolyamat-kezelés
Basu és Kumar rámutatnak, hogy a „munkafolyamat-menedzsment” kifejezést elsősorban az információáramlással kapcsolatos feladatokra használják, nem pedig a fizikai javak áramlására. Az információ meghatározását, elemzését és kezelését tekintik a munkafolyamat-menedzsment központi elemeinek. Hangsúlyozzák, hogy a munkafolyamatok irányítása történhet egyetlen szervezeten belül is, ahol az erőforrásokhoz külön szerepkörök kapcsolódnak, de kiterjedhet több szervezetre vagy földrajzilag elosztott helyszínekre is, amely esetben különös figyelmet kell fordítani a szervezeti vagy helyszíni határokat átlépő tevékenységek közötti együttműködésre. Az információ egyik szervezettől a másikhoz történő továbbítása kulcsfontosságú ebben a szervezetközi kontextusban, és rámutat azokra a feladatokra, amelyeket „érvényesítés”, „ellenőrzés” és „adathasználat elemzése” néven említenek. 

## Munkafolyamat-menedzsment rendszerek
- „Business Process Management Center of Excellence Glossary” (PDF). 2009. október 27. Archiválva az eredetiből (PDF) 2017. január 31-én. Letöltve: 2015. március 31.
- Lásd például: ISO 12052:2006, ISO.org
- Lásd például: ISO/TR 16044:2004, ISO.org
- „Work Flow Automation”. Archiválva az eredetiből 2013. szeptember 7-én. Letöltve: 2015. március 31.
- Taylor, 1919
- Ngram Viewer
- Lawrence Saunders; S. R. Blundstone (1921). The Railway Engineer.
- Michael Chatfield; Richard Vangermeersch (2014. február 5.). The History of Accounting (RLE Accounting): An International Encyclopedia. Routledge. 269. oldal – ISBN: 978-1-134-67545-6.
- Michael L. Pinedo (2012. január 7.). Scheduling: Theory, Algorithms, and Systems. Springer. ISBN: 978-1-4614-2361-4.
- Ngram Viewer
- Katseneliboigen, A. (1990). „17. fejezet: L.V. Kantorovics, Nobel- és Lenin-díjas tudós: A tudományos kreativitás politikai dilemmája.” The Soviet Union: Empire, Nation, and System. Transaction Publishers. 405–424. oldal – ISBN: 978-0887383328. Letöltve: 2018. január 20.
- Choudhury, K. (2002). „11. fejezet: Leonid Kantorovics (1912–1986): Az optimális erőforrás-allokáció elméletének úttörője és 1975-ös Nobel-díjas.” In: Wahid, A.N.M. (szerk.) Frontiers of Economics: Nobel Laureates of the Twentieth Century. Greenwood Press. 93–98. oldal – ISBN: 978-0313320736. Letöltve: 2018. január 20.
- Smith, J.L. (2009. július). „A modern minőségmenedzsment története.” PeoriaMagazines.com. Central Illinois Business Publishers, Inc. Letöltve: 2018. január 20.
- Shrader, C.R. (2009). „9. fejezet: ORSA és a hadsereg, 1942–1995 – Értékelés” (PDF). History of Operations Research in the United States Army: Volume III, 1973–1995. 3. kötet. United States Army. 277–288. oldal. Letöltve: 2018. január 20.
- Robins Jr., C.H. (2007). „Program- és projektmenedzsment-fejlesztési kezdeményezések” (PDF). ASK Magazine. 26. szám: 50–54. Archiválva az eredetiből 2017. január 24-én.
- Michael Hammer; James Champy (2009. október 13.). Reengineering the Corporation: Manifesto for Business Revolution, A. HarperCollins. ISBN: 978-0-06-180864-7.
- Eliyahu M. Goldratt. „Saját történetem a termelés fejlesztéséről.” MANAGEMENT TODAY – LONDON (1996).
- Basu, A. és Kumar, A. Research Commentary: Workflow Management Issues in e-Business, Information Systems Research, 13. évf., 1. sz., 2002. március, 1–14. o., letöltve: 2022. december 1.
- Elmagarmid, A.; Du, W. (2012). „1. fejezet: Munkafolyamat-menedzsment: Az elmélet és a gyakorlati rendszerek állapota.” In: Doğaç, A.; Kalinichenko, L.; Özsu, T.; Sheth, A. (szerk.) Workflow Management Systems and Interoperability. Springer Science & Business Media. 1–17. oldal – ISBN: 9783642589089. Letöltve: 2018. január 18.
- Artem M. Chirkin, Sergey V. Kovalchuk (2014). „Jobb munkafolyamat-futási időbecslés felé.” IERI Procedia. 10: 216–223. Bibcode:2014IERIP..10..216C. doi:10.1016/j.ieri.2014.09.080.
- Havey, M. (2005). „10. fejezet: Példa: Emberi munkafolyamat a biztosítási igények feldolgozásában.” Essential Business Process Modeling. O'Reilly Media, Inc. 255–284. oldal – ISBN: 9780596008437. Letöltve: 2018. január 18.
- Follow-the-sun folyamat
- „Brain Image Registration Analysis Workflow for fMRI Studies on Global Grids”, Computer.org
- „A grid-alapú munkafolyamat-környezet agyi képalkotási elemzésekhez elosztott rendszereken”, Wiley.com
- Bjørner, Thomas; Schrøder, Morten (2019. augusztus 23.). „A mobil etnográfia előnyei és kihívásai egy kórházi esettanulmányban: A WhatsApp mint módszer az észlelések és gyakorlatok azonosítására.” Qualitative Research in Medicine and Healthcare, 3(2). doi:10.4081/qrmh.2019.7795.
- Huser, V.; Rasmussen, L. V.; Oberg, R.; Starren, J. B. (2011). „Munkafolyamat-motor technológia alkalmazása alapvető klinikai döntéstámogatási funkciók biztosításához.” BMC Medical Research Methodology, 11:43. doi:10.1186/1471-2288-11-43. PMC: 3079703. PMID: 21477364.
- Szolgáltatás-orientált architektúra és üzleti folyamatok koreográfiája egy megrendeléskezelési forgatókönyvben: Indoklás, koncepciók, tanulságok, ACM.org
- **„Bevezetés a Workflow Management Coalition tevékenységébe.” Workflow Management Coalition. Letöltve: 2018. január 18.
- Curcin, V.; Ghanem, M.; Guo, Y. (2010). „Egy munkafolyamat-elemző eszköz tervezése és megvalósítása” (PDF). Philosophical Transactions of the Royal Society A: Mathematical, Physical and Engineering Sciences, 368 (1926): 4193–4208. Bibcode:2010RSPTA.368.4193C. doi:10.1098/rsta.2010.0157. PMID: 20679131. S2CID: 7997426.
- Alvord, Brice (2013). Teljesítményalapú vállalati kultúra kialakítása. Lulu.com. ISBN: 978-1105576072.
- D. Kyriazis és mtsai (2008. június). „Innovatív munkafolyamat-leképezési mechanizmus grid rendszerekben a szolgáltatásminőség keretében.” Future Generation Computer Systems, 24 (6): 498–511. doi:10.1016/j.future.2007.07.009.

A munkafolyamat-kezelő rendszer (WfMS) a folyamatok és feladatok meghatározott sorozatának beállítására, végrehajtására és felügyeletére szolgáló szoftverrendszer, átfogó célja a termelékenység növelése, a költségek csökkentése, az agilitás fokozása és a szervezeten belüli információcsere javítása. Basu és Kumar rámutatnak, hogy a „munkafolyamat-menedzsment” kifejezést elsősorban az információáramlással kapcsolatos feladatokra használják, nem pedig a fizikai javak áramlására. Az információ meghatározását, elemzését és kezelését tekintik a munkafolyamat-menedzsment központi elemeinek. Hangsúlyozzák, hogy a munkafolyamatok irányítása történhet egyetlen szervezeten belül is, ahol az erőforrásokhoz külön szerepkörök kapcsolódnak, de kiterjedhet több szervezetre vagy földrajzilag elosztott helyszínekre is, amely esetben különös figyelmet kell fordítani a szervezeti vagy helyszíni határokat átlépő tevékenységek közötti együttműködésre.

## Kapcsolódó fogalmak
A munkafolyamat fogalma szorosan kapcsolódik az operációkutatás több területéhez valamint más olyan területhez, amelyek a munka természetét kvantitatívan vagy minőségileg vizsgálják, például a mesterséges intelligencia (különösen az AI tervezés résztudománya) és az etnográfia. A „munkafolyamat” kifejezés gyakrabban fordul elő bizonyos iparágakban, például a nyomdaiparban, vagy szakmai területeken, mint a klinikai laboratóriumok, ahol sajátos, speciális jelentéssel bírhat.
1. Folyamatok: A folyamat általánosabb fogalom, mint a munkafolyamat, és vonatkozhat például fizikai vagy biológiai folyamatokra, míg a munkafolyamat jellemzően a munka kontextusában leírt folyamat vagy folyamatok gyűjteménye, például minden folyamat, amely egy gépműhelyben történik.
2. Tervezés és ütemezés: A terv a logikailag szükséges, részben rendezett tevékenységek leírása, amelyek bizonyos kiindulási feltételek mellett egy konkrét cél eléréséhez szükségesek. A terv ütemezéssel és erőforrás-allokációs számításokkal kiegészítve teljesen meghatározza a szisztematikus feldolgozás egy adott példányát a cél elérése érdekében. A munkafolyamat az ugyanazon terv ismételt végrehajtásához szükséges mechanizmusok gyakran optimális vagy közel optimális megvalósításának tekinthető.[13]
3. Áramlásszabályozás: Ez a munkafolyamatokra alkalmazott vezérlési koncepció, amely megkülönbözteti az anyag- vagy rendelési pufferek statikus vezérlésétől, az áramlási sebesség és az áramlási mennyiség dinamikusabb szabályozását jelenti mozgásban és folyamatban. A dinamikus szempontokhoz való ilyen orientáció az alapja a fejlettebb munkaműhely-vezérlőkre való felkészülésnek, mint például a just-in-time vagy a just-in-sequence.
4. Szállítás közbeni láthatóság: Ez a megfigyelési koncepció a szállított anyagokra, valamint a folyamatban lévő vagy folyamatban lévő munkákra, azaz a munkafolyamatokra vonatkozik.

Üzleti folyamatok modellezése

Az alábbi példák a munkafolyamatok sokféleségét szemléltetik, amelyek különböző kontextusokban figyelhetők meg:
1. A gépműhelyekben, különösen a gyártóműhelyekben és a flowshopokban, egy alkatrész áramlása a különböző megmunkálóállomásokon keresztül egy munkafolyamat.
2. A biztosítási kárigények feldolgozása az információintenzív, dokumentumvezérelt munkafolyamatok egyik példája.[14]
3. A Wikipédia szerkesztése sztochasztikus munkafolyamatként modellezhető.
4. A Getting Things Done rendszer az információs dolgozók személyes munkafolyamat-kezelésének modellje.
5. A szoftverfejlesztésben, a támogatásban és más iparágakban a „napkövetés” koncepciója a befejezetlen munka időzónákon átívelő átadásának folyamatát írja le.
6. A hagyományos ofszet- és digitális nyomtatás területén a „munkafolyamat” kifejezés azon folyamatokat, személyeket és jellemzően szoftveralapú vezérlőrendszereket (például RIP-eket – raszteres képfeldolgozókat –, vagy DFE-ket – digitális front-endeket) jelöli, amelyek részt vesznek a nyomtatáshoz kapcsolódó fájlok elő- és utófeldolgozásában. Ilyen például a PDF fájlok előellenőrzése, amely biztosítja a betűtípusok beágyazását, vagy azt, hogy a képkimenet – legyen az lemezre vagy digitális nyomdagépre – megfelelően tükrözze a dokumentum szándékát a nyomda technikai képességeinek megfelelően.
7. Tudományos kísérletekben a teljes folyamat (feladatok és adatfolyam) irányított aciklikus gráfként (DAG) írható le. Ezt a DAG-ot munkafolyamatnak nevezik, pl. agyi képalkotási munkafolyamatok.
8. Az egészségügyi adatelemzésben egy munkafolyamat azonosítható vagy felhasználható egy lépéssorozat ábrázolására, amelyek egy összetett adatelemzést alkotnak.[15][16]
9. Szolgáltatásorientált architektúrákban egy alkalmazás egy végrehajtható munkafolyamaton keresztül reprezentálható, ahol különböző, esetleg földrajzilag elosztott szolgáltatáskomponensek kölcsönhatásba lépnek, hogy a megfelelő funkciókat egy munkafolyamat-kezelő rendszer vezérlése alatt biztosítsák.
10. A megosztott szolgáltatásokban egy alkalmazás robotizált folyamatautomatizálás (RPA vagy RPAAI néven ismert, mesterséges intelligencián alapuló önvezető RPA 2.0) fejlesztésének gyakorlatában is részt vehet, amelynek eredményeként felügyelt vagy felügyelet nélküli szoftverügynökök kerülnek telepítésre a szervezet környezetébe. Ezeket a szoftverügynököket, vagy robotokat, előre meghatározott strukturált és ismétlődő üzleti feladatok vagy folyamatok végrehajtására telepítik. A mesterséges intelligencián alapuló szoftverrobotokat strukturálatlan adathalmazok kezelésére telepítik, és a robotizált folyamatautomatizálás végrehajtása és telepítése után telepítik őket.

## Jellemzők és fenomenológia
1. Modellezés: A munkafolyamat-problémák gráfalapú formalizmusokkal, például Petri-hálókkal modellezhetők és elemezhetők.
2. Mérés: Az operációkutatásban az ütemezési rendszerek mérésére használt számos fogalom hasznos az általános munkafolyamatok mérésére. Ezek közé tartozik az átviteli sebesség, a feldolgozási idő és más szokásos mérőszámok.
3. Specializált jelentések: A „munkafolyamat” kifejezésnek speciális jelentéstartalmai vannak az informatikában, a dokumentumkezelésben és a képalkotásban. 1993 óta egy szakmai konzorcium, a Workflow Management Coalition[17] kifejezetten a munkafolyamat-kezelésre és a munkafolyamat-kezelő rendszerek interoperabilitására összpontosított.
4. Tudományos munkafolyamat-rendszerek: Ezek széles körben elfogadottságra tettek szert a bioinformatika és a kémiai informatika területén a 2000-es évek elején, amikor kielégítették a több összekapcsolt eszköz iránti igényt, amelyek többféle adatformátumot és nagy adatmennyiséget kezelnek. A tudományos munkafolyamatok paradigmája a Perl programozás jól bevált gyakorlatához hasonlít az élettudományi kutatószervezetekben, így ez az adaptáció természetes lépés a strukturáltabb infrastruktúra kiépítése felé.
5. Ember-gép interakció: A vegyes kezdeményezésű munkafolyamatok számos koncepcióját tanulmányozták, különösen a hadseregben, ahol az automatizált ügynökök ugyanolyan szerepeket játszanak, mint az emberek. Az innovatív, adaptív és együttműködő emberi munkához az emberi interakció-menedzsment technikái szükségesek.
6. Munkafolyamat-elemzés: A munkafolyamat-rendszerek lehetővé teszik a felhasználók számára, hogy végrehajtható folyamatokat fejlesszenek ki a formális programozási fogalmak ismerete nélkül. Az automatizált munkafolyamat-elemzési technikák segíthetnek a felhasználóknak a felhasználói munkafolyamatok tulajdonságainak elemzésében, hogy bizonyos tulajdonságokat a végrehajtásuk előtt ellenőrizhessenek, például az áramlásvezérlés vagy az adatfolyam elemzése során. A formális elemzési keretrendszereken alapuló eszközökre példákat fejlesztettek ki és használtak tudományos munkafolyamatok elemzésére, és ezek kiterjeszthetők más típusú munkafolyamatok elemzésére is.[18]

## Munkafolyamat-fejlesztési elméletek
Számos munkafolyamat-fejlesztési elméletet dolgoztak ki és alkalmaztak a modern munkahelyeken. Ezek közé tartoznak többek között:
1. Hat szigma
2. Teljes körű minőségirányítás
3. Üzleti folyamatok újratervezése
4. Lean rendszerek
5. A korlátozások elmélete

Az erőforrások – legyenek azok fizikaiak vagy emberiek – értékelése alapvető fontosságú annak érdekében, hogy felmérjük az átadási pontok és a feladatok közötti zökkenőmentesebb átmenetek megvalósításának lehetőségét.

## Alkatrészek
Egy munkafolyamatot általában formális vagy informális folyamatábra-technikákkal írnak le, amelyek a feldolgozási lépések közötti irányított folyamatokat szemléltetik. A munkafolyamat egyes lépései vagy összetevői alapvetően három paraméter mentén határozhatók meg:
1. bemeneti leírás: a lépés végrehajtásához szükséges információ, anyag és energia
2. transzformációs szabályok: algoritmusok, amelyeket emberek vagy gépek, vagy mindkettő végrehajthat
3. kimeneti leírás: a lépés által előállított és a későbbi lépések bemeneteként biztosított információ, anyag és energia

Az alkatrészek csak akkor csatlakoztathatók egymáshoz, ha az egyik előző alkatrész (vagy alkatrészcsoport) kimenete megegyezik a következő alkatrész(ek) kötelező bemeneti követelményeivel. Így egy komponens lényegi leírása valójában csak a bemenetet és kimenetet tartalmazza, amelyeket teljes mértékben adattípusok és azok jelentése ( szemantika ) alapján írnak le. Az algoritmusok vagy szabályok leírására csak akkor van szükség, ha egy adott bemenet többféle módon is kimenetté alakítható – például különböző pontossággal, sebességgel vagy más jellemzőkkel.
Amikor a komponensek nem helyi szolgáltatások, hanem távoli elérésűek, és számítógépes hálózaton keresztül kerülnek meghívásra – például: webszolgáltatások, további leírókat (például QoS-t és elérhetőséget ) is figyelembe kell venni.

## Alkalmazások
Számos szoftverrendszer létezik, amelyek bizonyos területeken támogatják a munkafolyamatokat. Ezek a rendszerek olyan feladatokat látnak el, mint az automatikus útvonaltervezés, a részben automatizált feldolgozás, valamint a különféle funkcionális szoftveralkalmazások és hardverrendszerek integrációja – mindezek a munkafolyamat alapját képező értéknövelő folyamatot szolgálják. Vannak olyan szoftverszállítók is, akik a technológiai folyamatvezérelt üzenetküldő szolgáltatást három elem alapján használják: 
- Standard objektumok
- Munkafolyamat-objektumok
- Munkafolyamat

## Fordítás
Ez a szócikk részben vagy egészben  a   Workflow című angol Wikipédia-szócikk ezen változatának fordításán alapul.  Az eredeti cikk szerkesztőit annak laptörténete sorolja fel. Ez a jelzés csupán a megfogalmazás eredetét és a szerzői jogokat jelzi, nem szolgál a cikkben szereplő információk forrásmegjelöléseként.

## További olvasmányok
- Ryan K. L. Ko, Stephen S. G. Lee, Eng Wah Lee (2009) Business Process Management (BPM) Standards: A Survey. In: Business Process Management Journal, Emerald Group Publishing Limited. Volume 15 Issue 5. ISSN 1463-7154ISSN 1463-7154. PDF
- Khalid Belhajjame, Christine Collet, Genoveva Vargas-Solar: A Flexible Workflow Model for Process-Oriented Applications. WISE (1) 2001, IEEE CS, 2001.
- Layna Fischer (ed.): 2007 BPM and Workflow Handbook, Future Strategies Inc., ISBN 978-0-9777527-1-3
- Layna Fischer: Workflow Handbook 2005, Future Strategies, ISBN 0-9703509-8-8
- Layna Fischer: Excellence in Practice, Volume V: Innovation and Excellence in Workflow and Business Process Management, ISBN 0-9703509-5-3
- Thomas L. Friedman: The World Is Flat: A Brief History of the Twenty-first Century, Farrar, Straus and Giroux, ISBN 0-374-29288-4
- Keith Harrison-Broninski. Human Interactions: The Heart and Soul of Business Process Management. ISBN 0-929652-44-4ISBN 0-929652-44-4
- Holly Yu: Content and Work Flow Management for Library Websites: Case Studies, Information Science Publishing, ISBN 1-59140-534-3
- Wil van der Aalst, Kees van Hee: Workflow Management: Models, Methods, and Systems, B&T, ISBN 0-262-72046-9
- Setrag Khoshafian, Marek Buckiewicz: Introduction to Groupware, Workflow and Workgroup Computing, John Wiley & Sons, ISBN 0-471-02946-7
- Rashid N. Kahn: Understanding Workflow Automation: A Guide to Enhancing Customer Loyalty, Prentice Hall, ISBN 0-13-061918-3
- Dan C. Marinescu: Internet-Based Workflow Management: Towards a Semantic Web, John Wiley & Sons, ISBN 0-471-43962-2
- Frank Leymann, Dieter Roller: Production Workflow: Concepts and Techniques, Prentice Hall, ISBN 0-13-021753-0
- Michael Jackson, Graham Twaddle: Business Process Implementation: Building Workflow Systems, Addison-Wesley, ISBN 0-201-17768-4
- Alec Sharp, Patrick McDermott: Workflow Modeling, Artech House Publishers, ISBN 1-58053-021-4
- Toni Hupp: Designing Work Groups, Jobs, and Work Flow, Pfeiffer & Company, ISBN 0-7879-0063-X
- Gary Poyssick, Steve Hannaford: Workflow Reengineering, Adobe, ISBN 1-56830-265-7
- Dave Chaffey: Groupware, Workflow and Intranets: Reengineering the Enterprise with Collaborative Software, Digital Press, ISBN 1-55558-184-6
- Wolfgang Gruber: Modeling and Transformation of Workflows With Temporal Constraints, IOS Press, ISBN 1-58603-416-2
- Andrzej Cichocki, Marek Rusinkiewicz, Darrell Woelk: Workflow and Process Automation Concepts and Technology, Kluwer Academic Publishers, ISBN 0-7923-8099-1
- Alan R. Simon, William Marion: Workgroup Computing: Workflow, Groupware, and Messaging, McGraw-Hill, ISBN 0-07-057628-9
- Penny Ann Dolin: Exploring Digital Workflow, Delmar Thomson Learning, ISBN 1-4018-9654-5
- Gary Poyssick: Managing Digital Workflow, Prentice Hall, ISBN 0-13-010911-8
- Frank J. Romano: PDF Printing & Workflow, Prentice Hall, ISBN 0-13-020837-X
- James G. Kobielus: Workflow Strategies, Hungry Minds, ISBN 0-7645-3012-7
- Alan Rickayzen, Jocelyn Dart, Carsten Brennecke: Practical Workflow for SAP, Galileo, ISBN 1-59229-006-X
- Alan Pelz-Sharpe, Angela Ashenden: E-process: Workflow for the E-business, Ovum, ISBN 1-902566-65-3
- Stanislaw Wrycza: Systems Development Methods for Databases, Enterprise Modeling, and Workflow Management, Kluwer Academic/Plenum Publishers, ISBN 0-306-46299-0
- Database Support for Workflow Management, Kluwer Academic Publishers, ISBN 0-7923-8414-8
- Matthew Searle: Developing With Oracle Workflow
- V. Curcin and M. Ghanem, Scientific workflow systems - can one size fit all? paper in CIBEC'08 comparing scientific workflow systems.